# 普勒斯頓鎮區 (明尼蘇達州菲爾莫爾縣)
普勒斯頓鎮區（英語：Preston Township）是位於美國明尼蘇達州菲爾莫爾縣的一個行政鎮區。

## 地方資料
普勒斯頓鎮區的面積為89.35平方千米，當中陸地面積為89.35平方千米，而水域面積為0.00平方千米。根據2020年美國人口普查的數據，當地共有人口370人，而人口密度為每平方千米4.14人。